# ورم عظمي عظماني
الورم العظمي العظماني من أكثر أورام الخلايا المشكلة للعظم شيوعا، يشاهد عند الذكور أكثر في العقدين الثاني والثالث، ويتوضع في العظام الطويلة متظاهرا بآفات مؤلمة تخف بتناول الأسبرين. هذه الآفات تقيس أقل من 2 سم وذات مظهر شعاعي مميز، وهي مؤلفة نسيجيا من بانيات العظم الفعالة التي ترسب كتلا غير منتظمة من المادة العظمانية في نموذج عشوائي. هنالك ما يدعى بالورم العظمي الأرومي وهو شكل أكثر عدوانية من الورم العظماني وهو يصيب عظام اليد والقدم والفقرات.